# Timbira (S-32)
Pour les articles homonymes, voir Timbira.
Le Timbira (pennant number : S-32) est un sous-marin de classe Tupi de la marine brésilienne. Il a été construit au chantier naval Arsenal de la Marine de Rio de Janeiro, sur l’île des Cobras. Lancé en janvier 1996, il a été incorporé à la Marine en décembre 1996.

## Projet

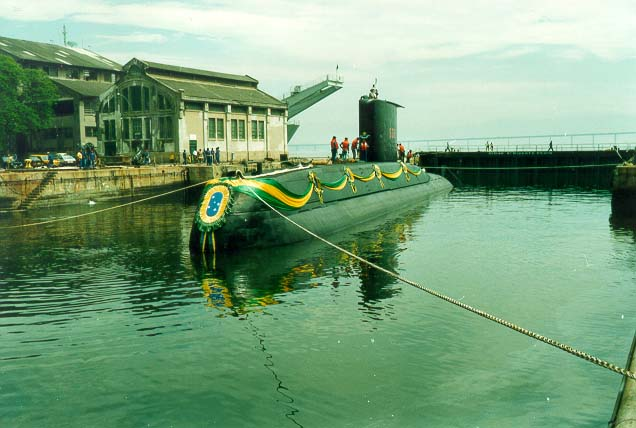
Le Timbira (S-32) lors de sa mise en service en 1996.

Il a été construit dans le cadre de la stratégie d’acquisition de la maîtrise complète du cycle "Conception, Construction et Réparation" de ces moyens, étant le second sous-marin de sa classe construit au Brésil.
Son projet est basé sur le projet allemand type 209, qui est devenu au Brésil la classe Tupi.

## Origine du nom
Le Timbira fut le premier navire à porter ce nom dans la marine brésilienne. Son nom est un hommage aux guerriers Timbira, de la nation indigène de l’État du Maranhão. C’est aussi une langue parlée par des indigènes brésiliens.